# ФК Братство Цијевна
Фудбалски клуб Братство Цијевна бивши је црногорски фудбалски клуб из подгоричког насеља Цијевна. Такмичио се у Трећој лиги Црне Горе од сезоне 2016/17. када је испао из Друге лиге, до сезоне 2021/22. када је иступио из лиге након четвртог кола и престао да се такмичи.

## Историја
ФК Братство је основан 1975. године, и он је друга фудбалска екипа са територије Градске општине Голубовци (део престонице Подгорице). Старији и доста успешнији клуб је ФК Зета.
ФК Братство је од својих почетака играло у Четвртој лиги - централној, али без значајнијих резултата у доба СФР Југославије. Први велики успех био је током сезоне 1995/96. Освојено је прво место у Четвртој лиги и тако је по први пут изборен пласман у црногорску Републичку лигу.
Клуб је провео 10 узастопних сезона у Републичкој лиги. Током тог периода, у фебруару 2003. године, ФК Братство је забележио један од својих највећих успеха, када је елиминисана подгоричка Будућност из првог кола Црногорског републичког купа.
Након црногорске независности, ФК Братство постаје члан црногорске Друге лиге. Од 2007. године тим је премештен са старог стадиона у селу Цијевна у суседне Љајковиће. Све време од 2006. године, ФК Братство је провео у Другој лиги.
Историјски резултати ФК Братство стигли су у сезонама 2009/10. и 2015/16, када је тим завршио на трећем месту, што им је обезбедило доигравање за Прву лигу. У плеј-офу Прве лиге у сезони 2009/10, ФК Братство је поражен од ФК Морнар (0:1; 1:2). Шест година касније, у сезони 2015/16, Братство је пропустило још једну шансу за историјски пласман у Прву лигу, после плеј-оф утакмица против ФК Искра (2:2; 0:6).
У сезони 2016/17, ФК Братство је завршио сезону као последњепласирани тим. Клуб је тако након 11 узастопних сезона у Другој лиги, испао у Трећу лигу.